# 4 Zapasowy Batalion Saperów
Batalion Zapasowy Saperów Nr IV – pododdział saperów Wojska Polskiego II RP.

## Historia Kompanii Zapasowej Saperów Nr IV
W lutym 1920 roku dotychczasowa kompania zapasowa 4 baonu saperów w Łodzi została rozwiązana, a jej stan osobowy przeniesiony do Sandomierza i wcielony do kompanii zapasowej saperów nr 4, powstał z przemianowania kompanii uzupełniającej II batalionu saperów. Wraz z tą kompanią przybył nowy dowódca, porucznik Tadeusz Wasilewski, przybyli też doskonali instruktorzy, byli podoficerowie armii niemieckiej. Odtąd IV batalion saperów, który zaczął się formować w Łodzi 5 lutego 1919 roku i w tym czasie był już na froncie, został złączony z kompanią zapasową saperów nr 4 w Sandomierzu. Do chwili przeniesienia kompanii zapasowej IV batalionu saperów do Sandomierza, wysłano z Łodzi na front 18 oficerów, 80 podoficerów i 1212 saperów, nie licząc kompanii technicznych, z których wysłano na front w tym okresie 12 oficerów, 57 podoficerów i 792 szeregowych. Jedna z wysłanych na front kompanii IV batalionu saperów po wojnie weszła w skład 4 pułku saperów jako 2-a kompania X batalionu saperów. Kompania zapasowa w Sandomierzu wypełnia swoje zadanie. przygotowując coraz to nowe oddziały do odejścia na front. I tak: 12 maja 1920 roku odchodzi, jako uzupełnienie II, IV i X batalionu saperów, łącznie 2 podchorążych, 5 podoficerów i 215 saperów. W dwa dni później - ponadto 4 podoficerów i 79 saperów. Dnia 1 czerwca odchodzi na front „3-a kompania 11 batalionu saperów“ w składzie: 2 oficerów i 288 szeregowych, pod dowództwem podporucznika Stefana Stępnia. Dnia 14 czerwca część kolumny saperskiej nr. 4“. Dnia 8 lipca w związku z tym odjeżdżają od razu dwie kompletnie wyekwipowane kompanie: „3-a kompania II batalionu saperów“, pod dowództwem porucznika Teodora Pokranta i „3 kompania X batalionu saperów“, pod dowództwem porucznika Jana Rdułtowskiego. Obie te kompanie po wojnie wróciły do Sandomierza i weszły w skład 4 pułku saperów. W tym samym miesiącu odchodzą jeszcze uzupełnienia dla kolumn saperskich nr. 2 i 4. W ciągu lipca 1920 roku zaczynają napływać ochotnicy i nowi rekruci, kompania zapasowa gwałtownie rozrasta się. Zajmowane dotychczas budynki nie wystarczają na pomieszczenie wszystkich nowo sformowanych oddziałów. Na ten cel zostaje zajęte gimnazjum męskie, seminarium żeńskie, szkoły powszechne oraz baraki w porcie, w Nadbrzeziu, po drugiej stronie Wisły. W ciągu września i października wyjechały jeszcze dalsze uzupełnienia do kompanii saperskich, przebywających na froncie. Tymczasem sytuacja zmieniła się gruntownie. Po chwilowych niepowodzeniach nastąpiło wspaniałe zwycięstwo - rozbite wojska Rosji sowieckiej uciekały w popłochu daleko poza obecne granice Polski. Nagromadzone w Sandomierzu oddziały gotowe w każdej chwili do wyjazdu na front nie doczekały się zaszczytu wzięcia udziału w walkach. Zaczęła się demobilizacja i powrotny odpływ do domu.

## Historia Batalionu Zapasowego Saperów Nr IV
23 grudnia 1920 roku kompania zapasowa saperów Nr 4 została przeformowana w batalion zapasowy saperów nr IV. Zaczynają zjeżdżać do kadry rozmaite frontowe oddziały dla zdemobilizowania się. 18 kwietnia 1921 roku z Szefostwa Inżynierii i Saperów 4 Armii zostało utworzone dowództwo 4 pułku saperów, mającego sformować się w myśl rozkazu w Sandomierzu w miejsce dotychczasowego baonu zapasowego saperów nr IV. Faktyczne objęcie dowództwa 4 pułku saperów przez podpułkownika Wacława de Lippe-Lipskiego nastąpiło dopiero 1 czerwca to jest z chwilą rozwiązania batalionu zapasowego.

## Rozkaz Dowódcy Okręgu Korpusu Kielce
Reorganizacja Baonu Zap. Sap. Nr. 4
1432|Inż. i Sap. Wobec przybycia do Sandomierza dowództwa 4  pułku saperów, baon zapasowy saperów nr 4 w myśl rozporządzenia Ministerstwa Spraw Wojskowych  Departament II Sekcja Inż. i Sap. za L. 758/21  I. S. Tjn. został zlikwidowany i na jego miejsce została sformowana, kadra baonu zapasowego 4 pułku saperów. Dowódca pułku objął bezpośrednie kierownictwo  nad demobilizacją  personelu, zwierząt i materiału, nad uzupełnieniem i wyrównaniem stanów oraz nad wyszkoleniem odnośnych baonów saperskich, gdy takowe przybędą do Sandomierza; obecnie Dowódca Pułku objął także kierownictwo nad wyszkoleniem kompanii  instruktorskiej i kompanii zapasowej.
Dowódca Pułku Saperów podlega bezpośrednio Szefowi Inżynierii i Saperów Dowództwa Okręgu Generalnego, który równocześnie jest kierownikiem samodzielnego Działu Dowództwa Okręgu Generalnego bezpośrednio podległemu Dowódcy Okręgu Generalnego, i ma prawo Dowódcy Brygady. Latinik, Gen. por. D-ca O.Gen.

## Dowódcy kompanii i batalionu
- por. Tadeusz Wasilewski
- ppor. Stefan Stępień
- por. Teodor Pokrant
- por. Jan Rdułtowski